# 2003 YN107
نيزك 2003 إبسيلون إن 107 في الفلك (بالإنجليزية: 2003 YN107 ) هو جرم سماوي صغير و أحد أجرام قريبة من الأرض اكتشف من مركز أبحاث لينكولن للكويكبات القريبة من الأرض في يوم 20 ديسمبر 2003 . يبلغ قطر النيزك أو الكوكب نحو 10 - 30 متر . وهو يعبر مدار الأرض أحيانا , ولهذا يسمى أيضا «2062 أتين» حيث يصنف على أنه من التصنيف «أتين» . وهو يدور حول الشمس في مدار قريب من مدار الأرض حول الشمس و يكاد فلكه أن يكون دائري تماما. ومن صفاته أن دورته حول الشمس تساوي تقريبا «سنة فلكية» . ويتميز بأنه لم يبتعد عن الأرض بين السنوات 1996 إلى 2006 أكثر من 1و0 وحدة فلكية ، أي لا أكثر من 15 مليون كيلومتر ، بحيث أنه بدى للأرض وكأنه دار حول الأرض خلال سنة . ولكن لم يكن 2003 أبسيلون إن 107 تابعا للأرض مثل القمر حيث أنه لا يرتبط بالأرض . وهو يعتبر أول مجموعة من اجرام يفترض العلماء وجودها بنفس الخصائص ، أي أنها تدور في أفلاك حول الشمس وقريبة من الأرض.
في عام 1996 وجد 2003 إبسيلون إن 107 في فلك يشبه مدار حدوة حصان عبر مدار الأرض حول الشمس ، يشابه في ذلك مدار الكويكب 2002 إيه إيه 29 . وقد بقي خلال عام 2006 في مدار يشبه حدوة الحصان . ويبدو أن تغير مدار تلك الأجرام بهذه الطريقة شيء عادي ، حيث من المنتظر أن يكون الكويكب 2002 AA29 بمثابة قمر تابع للأرض بعد نحو 600 سنة.

## المدار

### بيانات المدار
يوجد مدار 2003 أبسيلون إن 107 تقريبا داخل مدار الأرض حول الشمس ، اقرب نقطة له من الشمس (نقطة الحضيض) تبلعد عن الشمس 974و0 وحدة فلكية وتبلغ أبعد نقطة على مداره من الشمس (نقطة الأوج) 021و1 وحدة فلكية ، فهو يبقى معطم الوقت داخل مدار الأرض. توجد معظم مدارات الكويكبات والنيازك بين المريخ و المشتري ويسمى حزام الكويكبات ، كما يوجد حزام آخر منها خارج مدار نبتون وهذا يسمى حزام كويبر. تؤثر الكواكب الكبيرة وعلى الأخص المشترى على مدارات الكويكبات وتجعلها تنحرف وتختل وتزاح لتقترب من الشمس ويصبح شكلها في شكل قطع ناقص تشغل الشمس إحدى بؤرتيه . يبلغ انزياح المركزي لـ 2003 إبسيلون إن 107 021و0 وهذا قريب من الانزياح المركزي لمدار الأرض الذي يبلغ 0167و0 ، بالتالي فشكل المدار قريب جدا من مدار دائري. ولهذا فاحتمال إزاحته عن مداره بسبب الكواكب الكبيرة كالمشترى احتمال صغير جدا. ويرجح أنه نشأ من خلال تصادم كويكب بالقمر أو بالأرض .
تبلغ زمن دورة 2003 إبسيلون إن 107 حول الشمس سنة فلكية . وتؤثر جاذبية الأرض عليه في نفس الوقت بحيث أنه يتبع تقريبا دوران الأرض حول الشمس.

### شكل المدار

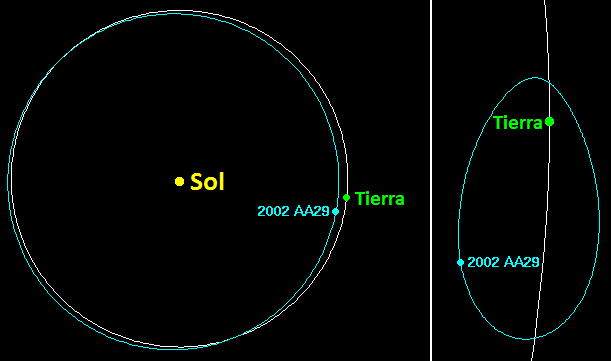
الكويكب 2002 إيه إيه 29 حول الأرض في عام 2589 حول الشمس (يسار) ، وعلى اليمين حركته مع الأخذ في الاعتبار حركة الأرض حول الشمس; الصورة من: JPL

يبدو مدار كويكب 2003 إبسيلون إن 107 دائري حول الشمس ، ودائري حول الأرض كما لو كان تابعا للأرض مثل القمر . ولكنه يحتاج لدورته سنة حول الشمس . تتغير سرعته عند انتقاله بين نقطة الحضيض و نقطة الأوج - عند نقطة الأوج يعبر مدار الأرض من الداخل إلى الخارج ثم يعبره داخلا للوصول حتى نقطة الحضيض حول الشمس. ونظرا لكونه ليس مرتبطا بالأرض مثل القمر ، وارتباطه الأشد بالشمس فتسمى مثل تلك الكويكبات «شبه تابعة للأرض» .
هذه الحركة تشبه حركة سيارتين تسيرين بجانب بعضهما بسرعة متساوية ثم تسبق الواحدة الأخرى ـ وتعود الأخرى لتسبق الأولى ، فهما ليسا مرتبطان ببعضهما البعض. وهذا ما يبينه الشكل المجاور لمدار الكويكب 2002 إيه إيه 29 الذي سوف يشبه مدار 2003 إبسيلون إن 107 في المستقبل. كان 2003 إبسيلون إن 107 منذ عام 1996 شبه تابع للأرض وبقي عل ذلك حتى عام 2006 . وبسبب جاذبية الأرض فهو لا يعود إلى نفس النقطة الأولى بعد سنة ، وإنما يُرى من الأرض وكأنه يرسم حلقة مفتوحة تشبه مدار حدوة حصان . لهذا يقترب في يوم 21 ديسمبر 2003 إلى بعد 0149و0 وحدة فلكية (23و2 مليون كيلومتر) من الأرض ، أي أقل من ستة أضعاف بعد القمر عن الأرض.

## اقرأ أيضا
- نيزك جبل كامل
- أجرام قريبة من الأرض
- 2002 إيه إيه 29
- مدار حدوة حصان